# Barbara Klose
Barbara Klose, z d. Jeż (ur. 18 października 1948 we Frysztaku) – polska piłkarka ręczna, mistrzyni i reprezentantka Polski, żona piłkarza Józefa Klose i matka reprezentanta Niemiec w piłce nożnej – Miroslava Klose.

## Kariera sportowa
W latach 1963–1968 była zawodniczką Odry Opole, w barwach której debiutowała w I lidze w sezonie 1965/1966, a w sezonie 1966/1967 została najlepszym strzelcem ligi z dorobkiem 84 bramek. Po spadku Odry do II ligi (1968) przeszła do Otmętu Krapkowice, z którym zdobyła następnie dwukrotnie mistrzostwo Polski (1970, 1971), raz wicemistrzostwo (1972), dwa razy brązowy medal mistrzostw Polski (1973, 1974), a ponadto w sezonie 1972/1973 była drugim, a w sezonie 1973/1974 trzecim strzelcem ligi.
W reprezentacji Polski debiutowała 30 czerwca 1967 w towarzyskim spotkaniu z Jugosławią, ostatni raz wystąpiła 14 listopada 1971 w spotkaniu z Węgrami. Łącznie w biało-czerwonych barwach wystąpiła 45 razy, zdobywając 105 bramek.
W sezonie 1975/1976 przerwała karierę i w 1976 urodziła córkę Marzenę. Następnie występowała w II-ligowym Starcie Opole, w 1978 urodziła syna Mirosława. W 1979 wyjechała wraz z rodziną do Francji, gdzie jej mąż występował w AJ Auxerre. Od 1987 mieszka w Niemczech.
W Plebiscycie „Sportu” na najlepszą piłkarkę ręczną Polski w latach 1945–1975 zajęła 9. miejsce.